# Беотија (округ)
Округ Беотија или Боетија или Виотија је округ у периферији Средишња Грчка и истоименој историјској покрајини. Управно средиште округа је град Ливадија, а највећи Теба.
Округ Беотија је успостављен 2011. године на месту некадашње префектуре, која је имала исти назив, обухват и границе.

## Природне одлике
Округ Беотија обухвата област између Коринтског залива на југозападу и Еврипијевог морског пролаза на североистоку и која се ка југу продужава у полуострво Атику. Са запада се Беотија граничи са са округом Фокидом, са севера округом Фтиотида, са југа са округом Западна Атика и са истока округом Евбеја.
Беотија спада у брдовите округе Грчке са врховима и преко 2000 m. Позната планина Парнас налази се на западу округа. У средишњем делу округ је раван - висораван надморске висине 200-300 метара. То је и средиште округа, са најважнијим насељима.
У средишњем, вишем делу планинску климу, док с западни и источни делови, као приморски, са средоземном климом.

## Историја
Историја античке Беотије везана је за старогрчке државице Тебу и Беотију.

## Становништво
По последњим проценама из 2005. године округ Беотија је имао око 130.000 становника, од чега око 1/5 живи у седишту округа, граду Ливадији. Последњих година број становника расте.
Етнички састав: Главно становништво округа су Грци.
Густина насељености је нешто око 44 ст./км², што је значајно мање од просека Грчке (око 80 ст./км²). Део око Ливадије је боље насељен него остали делови округа.

## Управна подела и насеља
Округ Беотија се дели на 6 општина:
1. Алијартос
2. Дистомо–Арахова–Антикира
3. Ливадија
4. Орхоменос
5. Танагра
6. Теба

Ливадија је седиште округа, али је од ње већа Теба. Остали градови у округу су мањи (< 10.000 ст.).

## Привреда
Округ Беотија до пре пар деценија није био развијен, али се последњих година нагло развила са ширењем урбаног подручја града Атине. Тако се развија лака индустрија, складиштење, а то ојачало и развијену месну пољопривреду (јужно воће, маслине).

### Саобраћај
Беотија је веома значајан део Грчке у вези са државним саобраћајним везама, јер представља главну везу главног града Атине са копненим делом Грчке и Европом. Кроз Беотију пролазе државни путеви:
- Државни пут 1 ка североистоку,
- Државни пут 3 ка северу,
- Државни пут 27 ка северозападу,
- Државни пут 44 ка истоку,
- Државни пут 48 ка западу.